# Chi Leonis
Chi Leonis (χ Leonis, förkortat Chi Leo, χ Leo)  är en trolig dubbelstjärna belägen i den södra delen av stjärnbilden Lejonet. Den har en skenbar magnitud på 4,63 och är synlig för blotta ögat där ljusföroreningar ej förekommer. Baserat på parallaxmätning inom Hipparcosuppdraget på ca 34,5 mas, beräknas den befinna sig på ett avstånd på ca 95 ljusår (ca 29 parsek) från solen. 

## Egenskaper
Primärstjärnan Chi Leonis A är en gul till vit jättestjärna av spektralklass F2 III-IVv. Den har en beräknad massa som är ca 60 procent större än solens massa, en radie som är nästan dubbelt så stor som solens och utsänder från dess fotosfär ca 10 gånger mera energi än solen vid en effektiv temperatur av ca 7 000 K.
Följeslagaren är en stjärna av 11:e magnituden med en vinkelseparation av 4,1 bågsekunder vid en positionsvinkel av 264°, år 1990.